# Akademické mistrovství světa v orientačním běhu 2024
23. Akademické mistrovství světa v orientačním běhu proběhlo v Bulharsku ve dnech 1. až 5. srpna 2024. Centrum závodů bylo v Bansko.

## Účastníci
Závodů se zúčastnilo celkem 249 závodníků (133 mužů a 116 žen) z 30 zemí.
- Austrálie (6+6)
- Belgie (3+2)
- Brazílie (2+0)
- Bulharsko (6+4)
- Česko (6+6)
- Čína (3+4)
- Dánsko (3+1)
- Estonsko (0+1)
- Finsko (6+6)
- Francie (6+6)
- Hongkong (4+4)
- Chorvatsko (4+3)
- Izrael (4+0)
- Itálie (2+2)
- Japonsko (6+6)
- Litva (4+1)
- Lotyšsko (3+3)
- Německo (5+5)
- Norsko (6+6)
- Nový Zéland (5+4)
- Polsko (3+2)
- Rakousko (4+4)
- Rumunsko (4+3)
- Slovensko (4+3)
- Spojené království (6+6)
- Spojené státy americké (6+6)
- Španělsko (4+4)
- Švédsko (6+6)
- Švýcarsko (6+6)
- Turecko (6+6)

## Program závodů
Program mistrovství světa:
| Den          | Závod                         | Centrum závodu |
| ------------ | ----------------------------- | -------------- |
| 31. červenec | modelový závod                |                |
| 1. srpen     | sprint, zahajovací ceremoniál | Bansko         |
| 2. srpen     | sprintové štafety             | Razlog         |
| 3. srpen     | volný den                     |                |
| 4. srpen     | krátká trať                   | Motikata       |
| 5. srpen     | štafety                       | Motikata       |

## Závod ve sprintu (Sprint)
| Zkrácené výsledky                                                                                  | Zkrácené výsledky                                                                                  | Zkrácené výsledky                                                                                  | Zkrácené výsledky                                                                                  | Zkrácené výsledky                                                                                 | Zkrácené výsledky                                                                                 | Zkrácené výsledky                                                                                 | Zkrácené výsledky                                                                                 |
| Muži                                                                                               | Muži                                                                                               | Muži                                                                                               | Muži                                                                                               | Ženy                                                                                              | Ženy                                                                                              | Ženy                                                                                              | Ženy                                                                                              |
| -------------------------------------------------------------------------------------------------- | -------------------------------------------------------------------------------------------------- | -------------------------------------------------------------------------------------------------- | -------------------------------------------------------------------------------------------------- | ------------------------------------------------------------------------------------------------- | ------------------------------------------------------------------------------------------------- | ------------------------------------------------------------------------------------------------- | ------------------------------------------------------------------------------------------------- |
| - Traťové parametry: 3,9 km, 35 m převýšení, 15 kontrol - Mapa: 1 : 4 000, E = 2 m - 131 závodníků | - Traťové parametry: 3,9 km, 35 m převýšení, 15 kontrol - Mapa: 1 : 4 000, E = 2 m - 131 závodníků | - Traťové parametry: 3,9 km, 35 m převýšení, 15 kontrol - Mapa: 1 : 4 000, E = 2 m - 131 závodníků | - Traťové parametry: 3,9 km, 35 m převýšení, 15 kontrol - Mapa: 1 : 4 000, E = 2 m - 131 závodníků | - Traťové parametry: 3,2 km, 30 m převýšení, 13 kontrol - Mapa: 1 : 4 000, E = 2 m - 114 závodnic | - Traťové parametry: 3,2 km, 30 m převýšení, 13 kontrol - Mapa: 1 : 4 000, E = 2 m - 114 závodnic | - Traťové parametry: 3,2 km, 30 m převýšení, 13 kontrol - Mapa: 1 : 4 000, E = 2 m - 114 závodnic | - Traťové parametry: 3,2 km, 30 m převýšení, 13 kontrol - Mapa: 1 : 4 000, E = 2 m - 114 závodnic |
| Umístění                                                                                           | Jméno                                                                                              | Čas                                                                                                | Ztráta                                                                                             | Umístění                                                                                          | Jméno                                                                                             | Čas                                                                                               | Ztráta                                                                                            |
| Zlatá medaile                                                                                      | Guilhem Verove                                                                                     | 13:55                                                                                              | | Zlatá medaile                                                                                     | Ana Isabel Toledo Navarro                                                                         | 12:16                                                                                             |                                                                                                   |
| Stříbrná medaile                                                                                   | Benjamin Naslund                                                                                   | 13:57                                                                                              | +0:02                                                                                              | Stříbrná medaile                                                                                  | Eline Gemperle                                                                                    | 12:33                                                                                             | +0:17                                                                                             |
| Bronzová medaile                                                                                   | Gustav Runefors                                                                                    | 13:58                                                                                              | +0:03                                                                                              | Bronzová medaile                                                                                  | Cecile Calandry                                                                                   | 12:39                                                                                             | +0:23                                                                                             |
| 4                                                                                                  | Axel Granqvist                                                                                     | 14:01                                                                                              | +0:06                                                                                              | 4                                                                                                 | Ines Berger                                                                                       | 12:40                                                                                             | +0:24                                                                                             |
| 5                                                                                                  | Quentin Moulet                                                                                     | 14:07                                                                                              | +0:12                                                                                              | 5                                                                                                 | Tereza Smelikova                                                                                  | 12:46                                                                                             | +0:30                                                                                             |
| 5                                                                                                  | Boyan Ivandjikov                                                                                   | 14:07                                                                                              | +0:12                                                                                              | 6                                                                                                 | Fiona Bunn                                                                                        | 12:50                                                                                             | +0:34                                                                                             |
| 5                                                                                                  | Oskar Spets Storhov                                                                                | 14:07                                                                                              | +0:12                                                                                              | 6                                                                                                 | Anniina Taipale                                                                                   | 12:50                                                                                             | +0:34                                                                                             |
| 8                                                                                                  | Aarni Ronkainen                                                                                    | 14:08                                                                                              | +0:13                                                                                              | 8                                                                                                 | Frida Vikstrom                                                                                    | 12:56                                                                                             | +0:40                                                                                             |

## Závod sprintových štafet (Sprint Relay)
| Zkrácené výsledky                        | Zkrácené výsledky                                                                     | Zkrácené výsledky | Zkrácené výsledky |
| Sprint štafety                           | Sprint štafety                                                                        | Sprint štafety    | Sprint štafety    |
| ---------------------------------------- | ------------------------------------------------------------------------------------- | ----------------- | ----------------- |
| - Mapa: 1 : 4 000, E = 2,5 m - 42 štafet |                                                                                       |                   |                   |
| Umístění                                 | Jména                                                                                 | Čas               | Ztráta            |
| Zlatá medaile                            | Velká Británie 1.– (Rachel Brown, Peter Molloy, Edward Narbett, Fiona Bunn)           | 50:58             |                   |
| Stříbrná medaile                         | Švýcarsko 1.– (Ines Berger, Reto Egger, Fabian Aebersold, Eline Gemperle)             | 51:06             | +0:08             |
| Bronzová medaile                         | Francie 2.– (Tifenn Moulet, Mathias Barros-Valle, Quentin Andrieux, Alina Palcau)     | 52:05             | +1:07             |
| 4                                        | Rakousko 1.– (Anna Groll, Lukas Novak, Georg Groll, Ylvi Kastner)                     | 52:20             | +1:22             |
| 5                                        | Finsko 1.– (Inari Karppinen, Jonny Donner, Aarni Ronkainen, Inka Nurminen)            | 52:30             | +1:32             |
| 6                                        | Švédsko 2.– (Johanna Kallvik Leufven, Benjamin Naslund, August Mollen, Amanda Kleijn) | 52:33             | +1:35             |
| 7                                        | Norsko 1.– (Hedda Raadal Bjorlo, Oskar Spets Storhov, Tobias Alstad, Ragnhild Eide)   | 53:06             | +2:08             |
| 8                                        | Česko 1.– (Anna Karlova, Jachym Coufal, Jakub Chaloupsky, Barbora Matejkova)          | 53:08             | +2:10             |

## Závod na krátké trati (Middle)
| Zkrácené výsledky                                                                                   | Zkrácené výsledky                                                                                   | Zkrácené výsledky                                                                                   | Zkrácené výsledky                                                                                   | Zkrácené výsledky                                                                                  | Zkrácené výsledky                                                                                  | Zkrácené výsledky                                                                                  | Zkrácené výsledky                                                                                  |
| Muži                                                                                                | Muži                                                                                                | Muži                                                                                                | Muži                                                                                                | Ženy                                                                                               | Ženy                                                                                               | Ženy                                                                                               | Ženy                                                                                               |
| --------------------------------------------------------------------------------------------------- | --------------------------------------------------------------------------------------------------- | --------------------------------------------------------------------------------------------------- | --------------------------------------------------------------------------------------------------- | -------------------------------------------------------------------------------------------------- | -------------------------------------------------------------------------------------------------- | -------------------------------------------------------------------------------------------------- | -------------------------------------------------------------------------------------------------- |
| - Traťové parametry: 4.6 km, 230 m převýšení, 20 kontrol - Mapa: 1 : 4 000, E = 2 m - 132 závodníků | - Traťové parametry: 4.6 km, 230 m převýšení, 20 kontrol - Mapa: 1 : 4 000, E = 2 m - 132 závodníků | - Traťové parametry: 4.6 km, 230 m převýšení, 20 kontrol - Mapa: 1 : 4 000, E = 2 m - 132 závodníků | - Traťové parametry: 4.6 km, 230 m převýšení, 20 kontrol - Mapa: 1 : 4 000, E = 2 m - 132 závodníků | - Traťové parametry: 3.7 km, 150 m převýšení, 17 kontrol - Mapa: 1 : 4 000, E = 2 m - 114 závodnic | - Traťové parametry: 3.7 km, 150 m převýšení, 17 kontrol - Mapa: 1 : 4 000, E = 2 m - 114 závodnic | - Traťové parametry: 3.7 km, 150 m převýšení, 17 kontrol - Mapa: 1 : 4 000, E = 2 m - 114 závodnic | - Traťové parametry: 3.7 km, 150 m převýšení, 17 kontrol - Mapa: 1 : 4 000, E = 2 m - 114 závodnic |
| Umístění                                                                                            | Jméno                                                                                               | Čas                                                                                                 | Ztráta                                                                                              | Umístění                                                                                           | Jméno                                                                                              | Čas                                                                                                | Ztráta                                                                                             |
| Zlatá medaile                                                                                       | Axel Granqvist                                                                                      | 30:13                                                                                               | | Zlatá medaile                                                                                      | Ines Berger                                                                                        | 30:43                                                                                              | |
| Stříbrná medaile                                                                                    | Quentin Moulet                                                                                      | 30:36                                                                                               | +0:23                                                                                               | Stříbrná medaile                                                                                   | Johanna Kallvik Leufven                                                                            | 31:12                                                                                              | +0:29                                                                                              |
| Bronzová medaile                                                                                    | Quentin Andrieux                                                                                    | 31:19                                                                                               | +1:06                                                                                               | Bronzová medaile                                                                                   | Cecile Calandry                                                                                    | 31:26                                                                                              | +0:43                                                                                              |
| 4                                                                                                   | Jonathan Gustafsson                                                                                 | 31:38                                                                                               | +1:25                                                                                               | 4                                                                                                  | Corina Hueni                                                                                       | 31:31                                                                                              | +0:48                                                                                              |
| 5                                                                                                   | Adam Jonas                                                                                          | 32:04                                                                                               | +1:51                                                                                               | 5                                                                                                  | Alina Niggli                                                                                       | 31:37                                                                                              | +0:54                                                                                              |
| 6                                                                                                   | Mikko Eerola                                                                                        | 32:30                                                                                               | +2:17                                                                                               | 6                                                                                                  | Fiona Bunn                                                                                         | 32:21                                                                                              | +1:38                                                                                              |
| 7                                                                                                   | Jakub Chaloupsky                                                                                    | 32:35                                                                                               | +2:22                                                                                               | 7                                                                                                  | Tilde Backlund                                                                                     | 33:24                                                                                              | +2:41                                                                                              |
| 8                                                                                                   | Daniel Pompura                                                                                      | 32:49                                                                                               | +2:36                                                                                               | 8                                                                                                  | Anna Karlova                                                                                       | 33:31                                                                                              | +2:48                                                                                              |

## Závod štafet (Relay)
| Zkrácené výsledky                                                                        | Zkrácené výsledky                                                                        | Zkrácené výsledky                                                                        | Zkrácené výsledky                                                                        | Zkrácené výsledky                                                                        | Zkrácené výsledky                                                                        | Zkrácené výsledky                                                                        | Zkrácené výsledky                                                                        |
| Muži                                                                                     | Muži                                                                                     | Muži                                                                                     | Muži                                                                                     | Ženy                                                                                     | Ženy                                                                                     | Ženy                                                                                     | Ženy                                                                                     |
| ---------------------------------------------------------------------------------------- | ---------------------------------------------------------------------------------------- | ---------------------------------------------------------------------------------------- | ---------------------------------------------------------------------------------------- | ---------------------------------------------------------------------------------------- | ---------------------------------------------------------------------------------------- | ---------------------------------------------------------------------------------------- | ---------------------------------------------------------------------------------------- |
| - Traťové parametry: 4.6 km / 230 m / 20 kontrol - Mapa: 1 : 10 000, E = 5 m - 38 štafet | - Traťové parametry: 4.6 km / 230 m / 20 kontrol - Mapa: 1 : 10 000, E = 5 m - 38 štafet | - Traťové parametry: 4.6 km / 230 m / 20 kontrol - Mapa: 1 : 10 000, E = 5 m - 38 štafet | - Traťové parametry: 4.6 km / 230 m / 20 kontrol - Mapa: 1 : 10 000, E = 5 m - 38 štafet | - Traťové parametry: 3.7 km / 150 m / 17 kontrol - Mapa: 1 : 10 000, E = 5 m - 31 štafet | - Traťové parametry: 3.7 km / 150 m / 17 kontrol - Mapa: 1 : 10 000, E = 5 m - 31 štafet | - Traťové parametry: 3.7 km / 150 m / 17 kontrol - Mapa: 1 : 10 000, E = 5 m - 31 štafet | - Traťové parametry: 3.7 km / 150 m / 17 kontrol - Mapa: 1 : 10 000, E = 5 m - 31 štafet |
| Umístění                                                                                 | Tým a závodníci (Muži)                                                                   | Čas (Muži)                                                                               | Ztráta                                                                                   | Umístění                                                                                 | Tým a závodnice (Ženy)                                                                   | Čas (Ženy)                                                                               | Ztráta                                                                                   |
| Zlatá medaile                                                                            | Švýcarsko 1 (Dominic Mueller, Reto Egger, Fabian Aebersold)                              | 1:24:07                                                                                  | –                                                                                        | Zlatá medaile                                                                            | Švédsko 1 (Frida Vikstrom, Tilde Backlund, Johanna Kallvik Leufven)                      | 1:27:26                                                                                  | –                                                                                        |
| Stříbrná medaile                                                                         | Francie 1 (Basile Basset, Quentin Andrieux, Quentin Moulet)                              | 1:24:32                                                                                  | +0:25                                                                                    | Stříbrná medaile                                                                         | Švýcarsko 1 (Corina Hueni, Alina Niggli, Ines Berger)                                    | 1:28:47                                                                                  | +1:21                                                                                    |
| Bronzová medaile                                                                         | Švédsko 1 (Gustav Runefors, Jonathan Gustafsson, Axel Granqvist)                         | 1:25:31                                                                                  | +1:24                                                                                    | Bronzová medaile                                                                         | Finsko 1 (Anniina Taipale, Tessa Salmia, Hanne Hilo)                                     | 1:32:44                                                                                  | +5:18                                                                                    |
| 4.                                                                                       | Norsko 1 (Oskar Spets Storhov, Kornelius Kriszat-Lovf., Tobias Alstad)                   | 1:25:34                                                                                  | +1:27                                                                                    | 4.                                                                                       | Česko 1 (Anna Karlova, Michaela Dittrichova, Jana Peterova)                              | 1:34:34                                                                                  | +7:08                                                                                    |
| 5.                                                                                       | Česko 1 (Jachym Coufal, Krystof Hajek, Jakub Chaloupsky)                                 | 1:26:20                                                                                  | +2:13                                                                                    | 5.                                                                                       | Slovensko 1 (Tamara Miklusova, Luboslava Weissova, Tereza Smelikova)                     | 1:35:26                                                                                  | +8:00                                                                                    |
| 6.                                                                                       | Slovensko 1 (Daniel Pompura, Jakub Chupek, Adam Jonas)                                   | 1:26:28                                                                                  | +2:21                                                                                    | 6.                                                                                       | Francie 1 (Tifenn Moulet, Cecile Calandry, Alix Villar)                                  | 1:36:16                                                                                  | +8:50                                                                                    |
| 7.                                                                                       | Velká Británie 1 (David Bunn, Euan Tryner, Peter Molloy)                                 | 1:26:44                                                                                  | +2:37                                                                                    | 7.                                                                                       | Norsko 1 (Ragnhild Eide, Hedda Raadal Bjorlo, Oda Scheele)                               | 1:36:18                                                                                  | +8:52                                                                                    |
| 8.                                                                                       | Finsko 2 (Jussi Raasakka, Jonny Donner, Santeri Kirjavainen)                             | 1:27:12                                                                                  | +3:05                                                                                    | 8.                                                                                       | Velká Británie 1 (Niamh Hunter, Laura King, Fiona Bunn)                                  | 1:36:51                                                                                  | +9:25                                                                                    |

## Česká reprezentace na AMS
Česko reprezentovalo 6 mužů a 6 žen.
| Přehled umístění českých reprezentantů | Přehled umístění českých reprezentantů | Přehled umístění českých reprezentantů | Přehled umístění českých reprezentantů | Přehled umístění českých reprezentantů | Přehled umístění českých reprezentantů |
| Kategorie                              | Jméno                                  | Sprint                                 | Sprintové štafety                      | Krátká                                 | Štafety                                |
| -------------------------------------- | -------------------------------------- | -------------------------------------- | -------------------------------------- | -------------------------------------- | -------------------------------------- |
| Ženy                                   | Michaela Dittrichová                   | 63. místo                              | X                                      | 11. místo                              | 4. místo                               |
| Ženy                                   | Anna Karlová                           | 24. místo                              | 8. místo                               | 8. místo                               | 4. místo                               |
| Ženy                                   | Tereza Kosová                          | 28. místo                              | 22. místo                              | 33. místo                              | 9. místo*                              |
| Ženy                                   | Barbora Matějková                      | 13. místo                              | 8. místo                               | 40. místo                              | 9. místo*                              |
| Ženy                                   | Jana Pekařová                          | X                                      | 22. místo                              | 79. místo                              | 9. místo*                              |
| Ženy                                   | Jana Peterová                          | 25. místo                              | X                                      | 12. místo                              | 4. místo                               |
| Muži                                   | Jáchym Coufal                          | 28. místo                              | 8. místo                               | 59. místo                              | 5. místo                               |
| Muži                                   | Kryštof Hájek                          | 86. místo                              | X                                      | 26. místo                              | 5. místo                               |
| Muži                                   | Jakub Chaloupský                       | 11. místo                              | 8. místo                               | 7. místo                               | 5. místo                               |
| Muži                                   | Tomáš Janovský                         | 55. místo                              | 22. místo                              | 89. místo                              | 12. místo*                             |
| Muži                                   | Ondřej Metelka                         | 47. místo                              | 22. místo                              | 55. místo                              | 12. místo*                             |
| Muži                                   | Ota Škvor                              | 110. místo                             | X                                      | 83. místo                              | 12. místo*                             |

Pozn.: * = v neredukovaném pořadí